# MOL
MOL (Magyar Olaj – és Gázipari Nyilvánosan Működő Részvénytársaság) – węgierskie przedsiębiorstwo przetwórstwa ropy naftowej i gazu ziemnego, zajmujące się również dystrybucją tych produktów. Jest to obok polskiego PKN Orlen jedno z największych przedsiębiorstw naftowo-gazowniczych w Europie Środkowej. Jest również największą pod względem wartości przychodów spółką na Węgrzech. Spółka zajmuje się poszukiwaniem i wydobywaniem ropy naftowej i gazu.
Spółka publiczna notowana na giełdach w Budapeszcie i Warszawie.
Akcjonariusze spółki:
- 25,8% – inwestorzy zagraniczni (głównie instytucjonalni)
- 28,3% – Rząd Węgier (MOL Nyrt.)
- 7,0% – OmanOil (Budapest) Limited
- 7,3% – CEZ MH B.V.
- 6,4% – OTP Bank Nyrt.
- 5,7% – Magnolia Finance Limited
- 5,0% – ING Bank N.V.
- 3,0% – Crescent Petroleum
- 3,0% – Dana Gas PJSC
- 5,5% – krajowi inwestorzy instytucjonalni
- 3,0% – krajowi inwestorzy indywidualni

Sponsoring sportowy
- MOL Liga – węgiersko-rumuńskie rozgrywki w hokeju na lodzie

Przedsiębiorstwo otrzymało tytuł „Firma Roku” 2002 Forum Ekonomicznego.